# Frans van Hasselt (journalist)

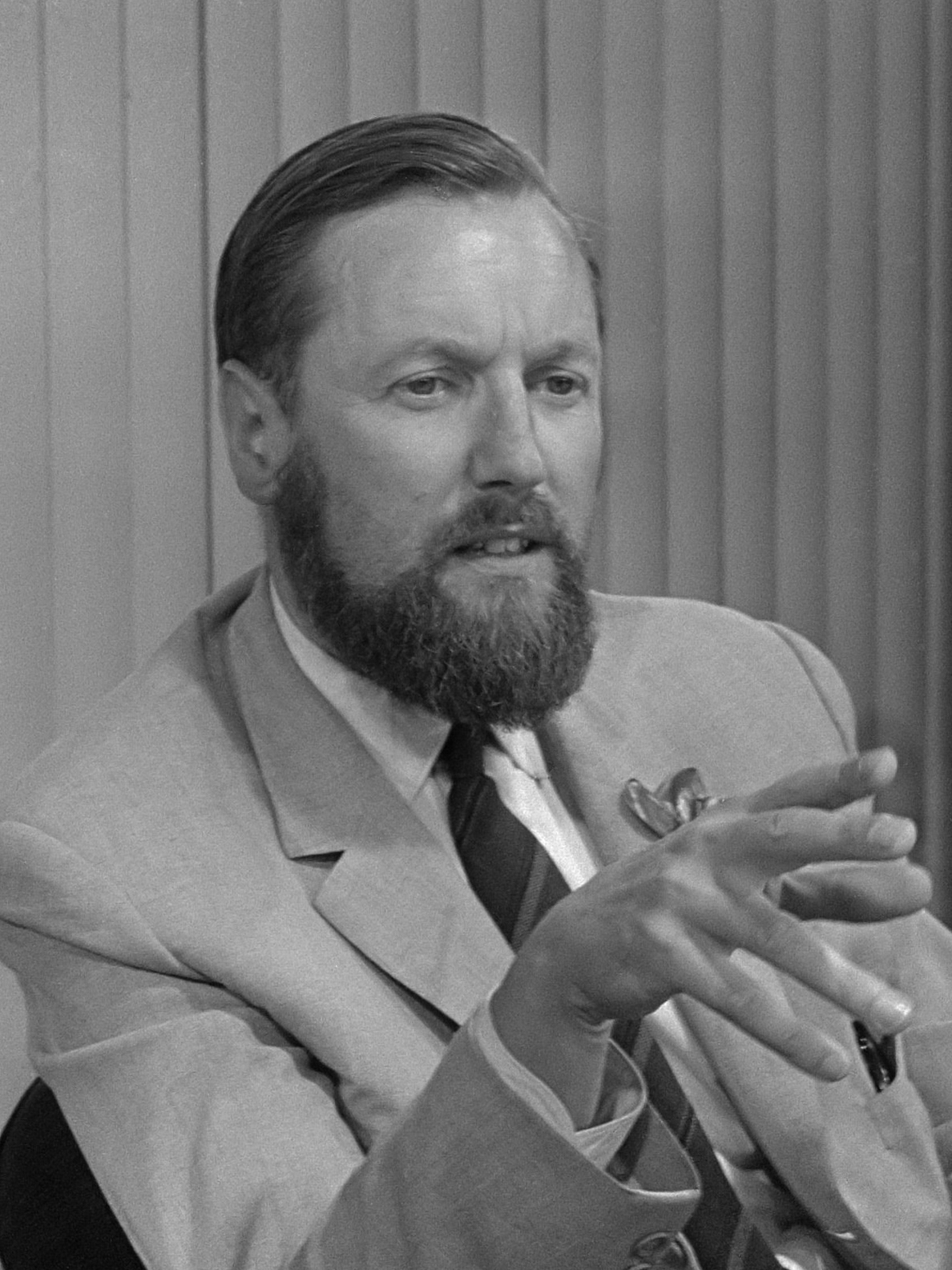
Frans van Hasselt (1967)

Frans Gerard van Hasselt (Amsterdam, 8 mei 1927 – Athene, 25 februari 2011) was een Nederlandse journalist en schrijver.
Van Hasselt was lid van de familie Van Hasselt en een zoon van prosector-bacterioloog dr. Jan Albert van Hasselt (1880-1951) en Catharina Clasina Johanna Geertruida Cool (1894-1987). Hij studeerde geschiedenis en Nieuwgrieks aan de Universiteit van Amsterdam en bezocht in 1951 met een studiegezelschap Griekenland. In 1959 vestigde hij zich permanent in Athene als correspondent voor het Algemeen Handelsblad, later NRC Handelsblad voor Griekenland en vanaf 1967 ook voor Turkije. Na zijn pensioen schreef hij met enige regelmaat berichten voor de krant, zoals in 2010 nog over de Griekse crisis.
Met de vestiging van de militaire dictatuur in 1967 werd Frans van Hasselt door het bewind uitgewezen. De zeven jaar die daarop volgden bracht hij door in Istanboel, van waaruit hij zijn verslaggeving over Griekenland voortzette en tegelijkertijd zijn kennis over Turkije verdiepte.  
Het schrijversappartement in het Nederlands Instituut te Athene, het N.I.A., heet de Van Hasselt Kamer. Er hangt een portret van Frans van Hasselt door de Nederlandse schilderes Susan Ligthart en zijn boeken liggen ter inzage op de kamer. 
Frans van Hasselt overleed op 25 februari 2011 op 83-jarige leeftijd in zijn slaap in zijn huis te Athene.

### Eigen werk
- Griekse tijd. Amsterdam, [1973].
- Griekenland. Het failliet van een dictatuur. Lelystad, 1975.
- Griekse tijd. Amsterdam, 1985.
- Verslaafd aan Griekse muziek. Amsterdam, 1999.
- De toekomst komt van achter. Amstelveen, 2007.
- Beladen erfgoed. Het Griekenland van voor de crisis. Groningen/Amstelveen, 2018.

### Vertaling
- Mikis Theodorakis, Zang van gevangenschap en bevrijding. Hilversum, 1967.

- Digitale Bibliotheek voor de Nederlandse Letteren: hass003
- Gemeinsame Normdatei: 115959595X
- International Standard Name Identifier: 0000 0000 2523 2677
- Library of Congress Control Number: n86103468
- Nederlandse Thesaurus van Auteursnamen: 071350470
- Virtual International Authority File: 53174055
- WorldCat: E39PBJv4qcvpyQB7RPkkGCRxjC